# Jens Karlebye
Jens Karlebye (Carlebye) (døbt 25. juni 1730 i Thorsager Kirke – 20. november 1812 i København) var en dansk billedhugger, far til Erasmus Christoffer og Johannes Georg Karlebye.

## Karriere
Han var søn af korporal Rasmus Karlebye og Sidsel Jensdatter, som var fattige, og var den ældste af otte børn. Fra sit 9-15 år tjente han blandt bønderne og siden til sit 25. i borgerstanden. Hans anlæg for tegning vakte Simon Stanleys opmærksomhed, og denne modtog ham til lærling i fem år på kost ved hans eget bord, men uden løn. Under ham blev han en duelig marmorarbejder, og da Stanley døde, samtidig med at hans læretid var omme (1761), gjorde enken ham til bestyrer af værkstedet. Da han nu følte sig for gammel til at gå Kunstakademiets skoler igennem, tog han senere en lignende plads som marmorarbejder hos Johannes Wiedewelt, og søgte 1766 om at blive "Kgl. Hofbildhugger" en plads, der stod på grænsen mellem kunst og håndværk. Akademiets betænkning gik ham imod, da han ikke var dets lærling, dog fik han året efter bestalling som sådan (3. juli 1767), men arbejdede endnu tillige hos Wiedewelt til 1769. Han ernærede han sig væsentlig som stenhugger- og marmorarbejder for andre billedhuggere og udførte især opgaver for sin svoger C.F. Harsdorff og for Nicolas-Henri Jardin.

## Ægteskaber
Karlebye blev gift 1. gang 20. oktober 1769 i København med Maria Margaretha Harsdorff (døbt 9. oktober 1739 smst. - begravet 15. april 1782 smst.), datter af skoleholder Johan Christopher Harsdorff (Harsdörffer) og Anne Marie Eriksdatter (Erichsen) og ældste søster til C.F. Harsdorff. 2. gang ægtede han 1783 (kopulationsafgift 3. februar samme år i København) med Louise Wederkamp (1736 i København - tidligst 1813 smst.), datter af stadskirurg Gabriel Friederich Wederkamp og Kirstine Rango. 
I Harsdorffs familie mindes han ikke alene som en ret velhavende mand, der ejede sin egen gård ved Filosofgangen (omtrent Vester Voldgade i København), men også som en, trods sin tørhed og flegma, ganske dannet mand, der endog skrev digte, hvoraf et, som var stilet til skuespillerinden Caroline Walter 1778, ved en fejltagelse blev optaget blandt Johannes Ewalds digte. Han skrev også et skuespil.
Han er begravet på Assistens Kirkegård.